# Венцислав Василев (футболист)
Вижте пояснителната страница за други личности с името Венцислав Василев.
Венцислав Василев е български футболист, защитник. Играе за Етър (Велико Търново).

## Кариера
Василев е юноша на Миньор (Перник), където играе между 2006 и 2009 г. В началото на 2010 г. подписва договор с кипърския Арис Лимасол. Там остава 2 години, в които обаче записва едва 14 мача. През 2012 г. се завръща в Миньор, а в началото на 2013 г. е привлечен в ЦСКА (София).
На 17 юни 2015 се присъединява към Берое (Стара Загора).